# CrypTool
 (août 2019).
Si vous disposez d'ouvrages ou d'articles de référence ou si vous connaissez des sites web de qualité traitant du thème abordé ici, merci de compléter l'article en donnant les références utiles à sa vérifiabilité et en les liant à la section « Notes et références ».
CrypTool est un projet open source qui a pour objectif de sensibiliser et faire contribuer les utilisateurs à la cryptographie, la sécurité informatique et d'expliquer les concepts sous-jacents de la cryptologie.
L'aboutissement principal est le logiciel d’apprentissage en ligne gratuit CrypTool, qui illustre des concepts cryptographiques et cryptanalytiques. Selon Hakin9, CrypTool est le logiciel de formation en ligne le plus répandu dans le domaine de la cryptologie.

## Historique
Le développement de CrypTool a débuté en 1998. Développé à l'origine par des entreprises et des universités allemandes, il s'agit d'un projet open source depuis 2001.  
Plus de soixante personnes dans le monde contribuent régulièrement au projet. Les contributions en tant que plugins logiciels proviennent d'universités ou d'écoles des villes suivantes : Belgrade, Berlin, Bochum, Brisbane, Brno, Darmstadt, Dubaï, Duisburg-Essen, Eindhoven, Hagenberg, Jena, Karlsruhe, Kassel, Klagenfurth, Coblence, Londres, Madrid, Mannheim, Osnabrück, San José, Siegen, Thessalonique, Utrecht, Varsovie.

## Caractéristiques
CrypTool implémente plus de 400 algorithmes. Les utilisateurs peuvent les ajuster avec leurs propres paramètres. L’interface graphique, la documentation en ligne, les outils d’analyse et les algorithmes de CrypTool initient les utilisateurs au domaine de la cryptographie. 
CrypTool contient la plupart des chiffrements classiques , ainsi qu'une cryptographie symétrique et asymétrique moderne, notamment RSA, ECC, signatures numériques, cryptographie hybride, chiffrement homomorphe et échange de clés Diffie–Hellman.  
Des méthodes du domaine de la cryptographie quantique (comme le protocole d'échange de clés BB84) et du domaine de la cryptographie post-quantique (telles que McEliece, WOTS, Schéma de Merkle-Signature, XMSS, XMSS_MT et SPHINCS) sont mises en œuvre. De nombreuses méthodes (code de Huffman, AES, Keccak, MSS, par exemple) sont visualisées. 
En outre, il contient: des jeux didactiques (tels que Number Shark, Divider Game ou Zudo-Ku) et des didacticiels interactifs sur les nombres premiers, la théorie élémentaire des nombres et la cryptographie sur réseau.

## Versions
Actuellement[évasif], 4 versions de CrypTool sont maintenues et développées :  
- Le logiciel CrypTool 1 (CT1) est disponible en 6 langues (anglais, allemand, polonais, espagnol, serbe et français).
- CrypTool 2 (CT2) est disponible en 3 langues (anglais, allemand, russe).
- Tous les autres, JCrypTool (JCT) et CrypTool-Online (CTO), sont disponibles uniquement en anglais et en allemand.

CrypTool 1 (CT1) est écrit en C ++ et conçu pour le système d'exploitation Microsoft Windows. Un portage de CT1 vers Linux avec Qt4 a été démarré, mais il n’y a plus d'avancées. 
En 2007, deux autres projets ont été mis au point, tous deux basés sur une architecture de plug-in pur, pour succéder au programme CrypTool d'origine. Les deux successeurs publient régulièrement de nouvelles versions stables:
CrypTool 2, construit avec C#, .NET et WPF, utilise le concept de programmation visuelle pour clarifier les processus cryptographiques. Actuellement, CT2 contient plus de 100 fonctions cryptographiques.
JCrypTool 1.0, construit avec Java, Eclipse, RCP et SWT, fonctionne sous Windows, Mac OS et Linux et offre à la fois une perspective centrée sur le document et une fonction centrée sur la fonction. Actuellement, JCT contient plus de 100 fonctions cryptographiques.

## Récompenses
CrypTool a reçu plusieurs récompenses internationales en tant que programme éducatif, telles que le prix TeleTrusT Special Award 2004, EISA 2004, IT Security Award NRW 2004 et Selected Landmark in the Land of Ideas 2008.

## Utilisation
CrypTool est utilisé dans les écoles, les universités, les entreprises et les agences de formation et de sensibilisation.
Dans le monde entier, les paquets CrypTool sont téléchargés plus de 10 000 fois par mois depuis le site Web CrypTool. Un peu plus de 50 % des téléchargements concernent la version anglaise.

## CrypTool-Online
Le projet CrypTool inclut également le site Web cryptool-online lancé en 2009. Ce site Web permet aux utilisateurs d'essayer des méthodes cryptographiques directement dans un navigateur sur un ordinateur ou un smartphone (à l'aide de JavaScript), sans devoir télécharger et installer de logiciel. Ce site a pour objectif de présenter le sujet de manière simple et attrayante pour les nouveaux utilisateurs et les jeunes. Les tâches avancées nécessitent toujours les versions hors connexion de CrypTool.

## MysteryTwister C3 (MTC3)
En 2010, le concours international de chiffrement MTC3 a été lancé dans le cadre du projet CrypTool. Le concours propose actuellement plus de 200 défis dérivés de chiffrements anciens et modernes et conçus par plus de 30 auteurs de pays différents. Tous les défis sont présentés dans des modèles PDF en anglais et en allemand. Les défis sont regroupés en quatre niveaux de difficulté, qui vont de simples énigmes pouvant être résolues avec du papier et un crayon, aux défis mathématiques de la cryptanalyse moderne destinée aux chercheurs et aux experts. En outre, un forum modéré, des statistiques sur les utilisateurs et un temple de la renommée sont disponibles. Actuellement, plus de 9 000 utilisateurs enregistrés sont engagés dans la résolution de ces problèmes.

## Fusion avec CrypTools & Nouvelle identité

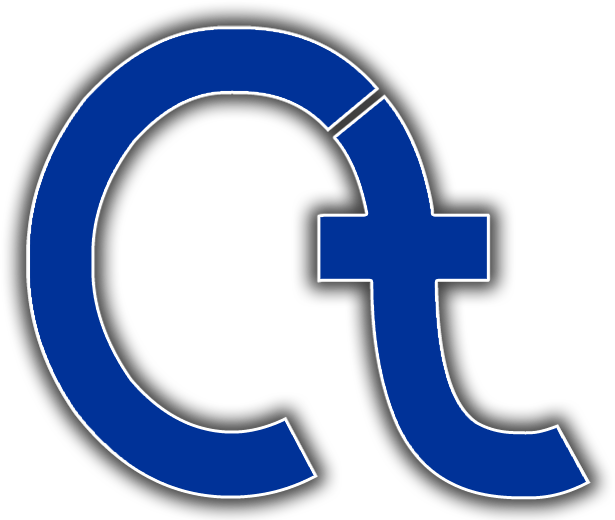
Ancien logo, toujours utilisé dans le portail CrypTool

Début 2020, le projet CrypTool a décidé de fusionner avec un projet similaire du même nom, CrypTools, fondé en 2017 en Australie par Arthur Guiot, Lucas Gruwez et Luka Lafaye de Micheaux. CrypTool, beaucoup plus ancien et connu, absorbe donc complètement le projet sous son nom.

Corona Tracing Animation, le premier projet depuis la fusion

Le premier impact de cette fusion est le changement d'image du projet. Un nouveau logo, un nouveau site web et la nouvelle version du CTO sont annoncés. Actuellement, le projet est toujours en cours de développement. Un autre changement concerne le public cible. Auparavant, CrypTools s'adressait aux étudiants (universitaires), et CrypTools aux développeurs et aux jeunes. Il était donc nécessaire d'élargir le public.
C'est pourquoi le 15 mai 2020, en pleine crise du COVID-19, CrypTool annonce la création d'outils pour tester les protocoles de traçage des contacts décentralisés. Une nouvelle page est ajoutée à CTO avec la description technique des algorithmes impliqués dans le DP-3T et le Exposure Notification (en). Mais en plus de cela, CrypTool annonce également la mise en place d'une page dédiée à la sensibilisation aux moyens cryptographiques liés à la confidentialité dans ces protocoles, appelée Corona Tracing Animation. Cette page se distingue par sa nouvelle conception et son accessibilité aux utilisateurs ordinaires.